# کلروز

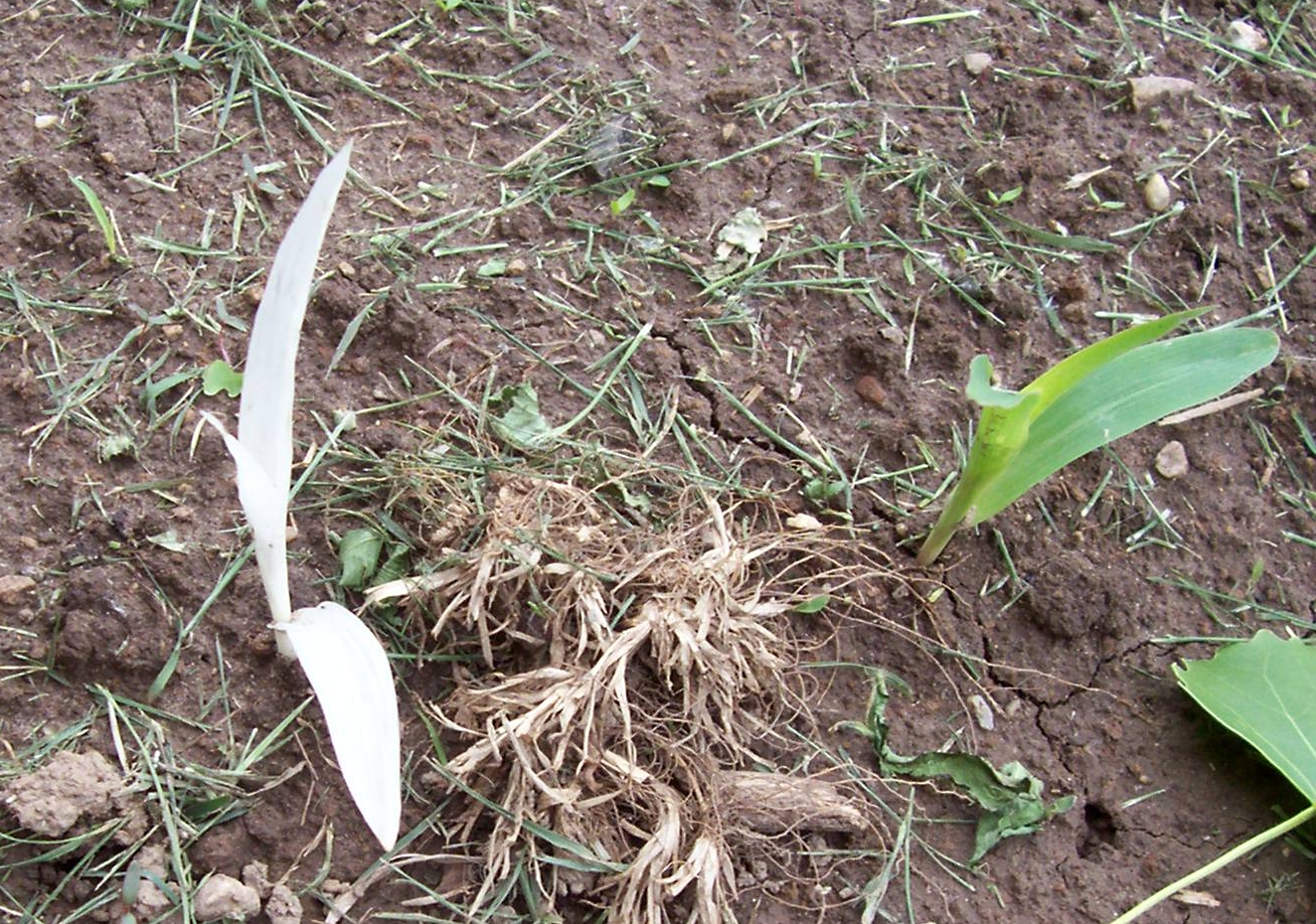
یک گیاه ذرت با کلروز شدید (چپ) در کنار یک گیاه معمولی (راست)

در گیاه‌شناسی کلروز وضعیتی است که در آن برگ کلروفیل کافی تولید نمی‌کند. از آنجایی که کلروفیل مسئول سبز شدن رنگ برگها است، برگهای مبتلا به کلروز رنگ پریده، زرد یا زرد متمایل به سفید هستند. گیاه مبتلا توانایی کم یا هیچ توانایی ندارد تا در مرحله فتوسنتز کربوهیدرات تولید کند و از بین خواهد رفت مگراینکه کلروفیل کافی به‌دست بیاورد، هرچند بعضی از گیاهان کلروتیک مانند رشادی گوش‌موشی موتان پی‌پی‌آی۲ بدون رنگ‌دانه در صورت به‌دست آوردن ساکارز اگزوژن می‌تواند به زندگی خود ادامه دهد.
کلروز از کلمه یونانی khloros به معنی "سبز-متمایل به زرد" ،"سبز رنگ‌پریده"،"رنگ‌پریده" یا "تازه" گرفته شده است.
در موکاری شایع‌ترین علامت کمبود مواد مغذی در موها زرد شدن برگها است که به علت کلروز و در نتیجه از دست دادن کلروفیل اتفاق می‌افتد.